# Deportivo Pereira
Corporación Social, Deportiva y Cultural de Pereira, genannt Deportivo Pereira, ist ein 1944 gegründeter kolumbianischer Fußballverein aus Pereira, Hauptstadt des Departamentos Risaralda, der zurzeit in der Categoría Primera A spielt. Deportivo Pereira ist der einzige Proficlub aus Risaralda. Der größte Erfolg in der kolumbianischen ersten Liga war die Meisterschaft 2022. Zuvor waren dies vier dritte Plätze, der letzte datiert jedoch aus dem Jahre 1974 sowie eine Zweitligameisterschaft im Jahr 2000.

## Geschichte

### Gründung des Vereins, erster Abstieg und Wiederaufstieg
Deportivo Pereira wurde 1944 gegründet und vereinigte die zwei erfolgreichsten Fußballmannschaften der Stadt, Vidriocul und Otún. Erstmals an der professionellen ersten Liga Kolumbiens nahm der Verein 1949 teil, bei der zweiten Austragung des Wettbewerbs. Die besten Platzierung erreichte Deportivo Pereira in den Spielzeiten 1952, 1962, 1966 und 1974, in denen jeweils der dritte Platz erreicht wurde. Der erste Abstieg ereilte den Verein 1996/97.
Die Jahre 1998 bis 2000 bis zum Wiederaufstieg unter Trainer Walter Fernando Aristizábal verbrachte der Verein in der zweiten Liga.

### Zweiter Abstieg und Jahre in der zweiten Liga
In der Spielzeit 2011 erfolgte der zweite Abstieg aus der ersten Liga. Nach dem Abstieg konnte sich der Verein zunächst nur im Torneo Finalización 2012 für die Finalrunde qualifizieren, ohne aber das Finale zu erreichen. In den anderen Spielzeiten bis 2014 schaffte er es nicht, die Ligaphase unter den besten acht Mannschaften abzuschließen. Im Torneo Apertura 2014 fand sich der Verein dann sogar im Tabellenkeller wieder und wurde Vorletzter. In der Rückserie zeigte sich Pereira stark verbessert, wurde in der Ligaphase Zweiter und verpasste in der Gruppenphase nur knapp das Finale. Auch in der besonderen Aufstiegsrunde für Traditionsvereine der zweiten Liga im Januar 2015 konnte der Verein nicht aufsteigen.
In der Saison 2015 war Deportivo Pereira nah am Aufstieg und spielte eine starke Saison. In der Finalrunde musste sich der Verein in seiner Gruppe jedoch knapp Fortaleza FC geschlagen geben. Auch in der Saison 2016 spielte Pereira eine starke Ligaphase und schloss diese auf dem ersten Platz ab. In der Finalrunde ließ die Leistung jedoch ein wenig ab, so dass der Aufstieg knapp verfehlt wurde. Im letzten Spiel der Gruppenphase kassierte der Verein in der letzten Minute den Ausgleich von Leones FC zum 2:2, so dass stattdessen Tigres FC aufstieg. Deportivo Pereira konnte auch die Ligaphase der Hinserie der Spielzeit 2017 dominieren, schied aber im Anschluss bereits im Viertelfinale aus. Auch in der Rückserie war Pereira in der Ligaphase stark und schloss diese auf dem zweiten Platz ab. Wie schon in der Hinserie, schied der Verein aber im anschließenden Viertelfinale aus.
Für die Spielzeit 2018 verpflichtete Deportivo Pereira José Santa als Cheftrainer. Pereira schloss die Ligaphase auf dem dritten Platz ab, scheiterte aber in der anschließenden Finalrunde am Einzug in das Finale.
Im Dezember 2018 wurde Néstor Craviotto als Trainer für die Spielzeit 2019 verpflichtet. Deportivo Pereira konnte sich als Dritter der Ligaphase für die Finalrunde qualifizieren und gewann dann die Gruppe B und erreichte das Final, das gegen Cortuluá gewonnen werden konnte. Somit qualifizierte sich der Verein als Halbserienmeister für das Finale um die Ganzjahresmeisterschaft und den Aufstieg.

## Stadion
Deportivo Pereira absolviert seine Heimspiele im 1971 erbauten und eröffneten Estadio Hernán Ramírez Villegas. Die Spielstätte hat eine Kapazität von 38.500 Plätzen. Das Stadion war auch einer der Austragungsorte der Copa América 2001 und der U-20-Fußball-Weltmeisterschaft 2011. Bis 1971 war das Estadio Alberto Mora Mora das Heimstadion des Vereins.

## Sportlicher Verlauf

### Erfolge
- Meister Primera A: 2022-II[1]
- Meister Primera B: 2000, 2019
  - Vizemeister der Copa Colombia: 2021

### Saisondaten seit 2010
| Spielzeit                                                                                              | Liga                                 | Ligaebene | Platz       | Finalrunde                       |
| --- | ------------------------------------ | --------- | ----------- | -------------------------------- |
| 2010-I                                                                                                 | Liga Postobón                        | I         | 15.         | -                                |
| 2010-II                                                                                                | Liga Postobón                        | I         | 17.         | -                                |
| 2011-I                                                                                                 | Liga Postobón                        | I         | 18.         | -                                |
| 2011-II                                                                                                | Liga Postobón                        | I         | 10.         | -                                |
| 2012-I                                                                                                 | Torneo Postobón                      | II        | 11.         | -                                |
| 2012-II                                                                                                | Torneo Postobón                      | II        | 1.          | 3. Gruppe A                      |
| 2013-I                                                                                                 | Torneo Postobón                      | II        | 13.         | -                                |
| 2013-II                                                                                                | Torneo Postobón                      | II        | 9.          | -                                |
| 2014-I                                                                                                 | Torneo Postobón                      | II        | 17.         | -                                |
| 2014-II                                                                                                | Torneo Postobón                      | II        | 2.          | 2. Gruppe B                      |
| 2015                                                                                                   | Aufstiegsrunde für Traditionsvereine | II        | 4. Gruppe B | -                                |
| 2015                                                                                                   | Torneo Águila                        | II        | 2.          | 2. Gruppe B                      |
| 2016                                                                                                   | Torneo Águila                        | II        | 1.          | 2. Gruppe A                      |
| 2017-I                                                                                                 | Torneo Águila                        | II        | 1.          | Viertelfinale                    |
| 2017-II                                                                                                | Torneo Águila                        | II        | 2.          | Viertelfinale                    |
| 2018                                                                                                   | Torneo Águila                        | II        | 3.          | 3. Gruppe B                      |
| 2019-I                                                                                                 | Torneo Águila                        | II        | 3.          | 1. Gruppe B Meister Apertura     |
| 2019-II                                                                                                | Torneo Águila                        | II        | 5.          | 1. Gruppe A Meister Finalización |
| 2020                                                                                                   | Liga BetPlay Dimayor                 | I         | 16.         | -                                |
| 2021-I                                                                                                 | Liga BetPlay Dimayor                 | I         | 14.         | -                                |
| 2021-II                                                                                                | Liga BetPlay Dimayor                 | I         | 5.          | 4. Gruppe A                      |
| 2022-I                                                                                                 | Liga BetPlay Dimayor                 | I         | 14.         | -                                |
| 2022-II                                                                                                | Liga BetPlay Dimayor                 | I         | 5.          | 1. Gruppe A Meister Finalización |
| 2023-I                                                                                                 | Liga BetPlay Dimayor                 | I         | 12.         | -                                |
| 2023-II                                                                                                | Liga BetPlay Dimayor                 | I         | 17.         | -                                |
| rot unterlegt: Abstieg in die Categoría Primera B, grün unterlegt: Aufstieg in die Categoría Primera A |                                      |           |             |                                  |

## Persönlichkeiten

### Trainerhistorie (Auswahl)
| - Leonel Álvarez (2024–) - Alejandro Restrepo (2022–2023) - José Alexis Márquez (2021–2022) - Jorge Artigas (2021) - Néstor Craviotto (2019–2020) - José Santa (2017–2018) - Alberto Bulleri (2017) - Néstor Craviotto (2016) - Hernán Alberto Lissi (2015) - José Santa (2014) | - Jairo Aguirre (2014) - Jesús Barrios (2013–2014) - Octavio Zambrano (2012–2013) - Alfredo Araujo (2011) - Julio Comesaña (2011) - Einar Angulo (2010–2011) - Walter Aristizábal (2010) - Óscar Héctor Quintabani (2009–2010) - Pedro Sarmiento (2009) | - Luis Fernando Suárez (2008) - Édgar Ospina (2008) - Hugo Gallego (2007) - Hugo Castaño (2007) - Carlos Navarrete Zuleta (2007) - Néstor Otero (2004) - Alexis García (2001) - Orlando Restrepo (1997) - César López Fretes (1964–1970) |

### Ehemalige Spieler
| - Leonel Álvarez - Maximiliano Bajter - Gerardo Bedoya - Farid Díaz - Birahim Diop - Gabriel Gómez - Yoiver González - Cucho Hernández - René Higuita | - José Izquierdo - Cristian Lara - Luis Moreno - Juan Carlos Osorio - Ever Palacios - Osvaldo Pangrazio - Juan Martín Parodi - Antonio Rada - Sergio Santín | - Jésus Sinisterra - Luis Fernando Suárez - Edwin Tenorio - Julián Estiven Vélez - Diego Vera - Gustavo Victoria - Edwin Villafuerte - Róbinson Zapata |